# Ferrer de Lanuza y Gil de Castro
Ferrer de Lanuza y Gil de Castro (, Zaragoza — 1479) fue un noble aragonés  que ocupó altos cargos en la administración de Alfonso V de Aragón y su sucesor Juan II de Aragón. Fue Justicia de Aragón (1439-1479), Bayle General de Aragón (1432-1433) y embajador del rey.
Fue el primero de una larga serie de nobles de la Casa de Lanuza que ocuparían importantes cargos en Aragón, especialmente el de Justicia.

## Familia y descendencia
Era hijo de Ferrer de Lanuza y Galaciana Gil de Castro. Fue señor de Azaila, Cosculluela, Escuer, Arguisal e Isún de Basa. Se casó con Inés de Garabito, hija de Alvaro de Garabito, Camarlengo del rey  con quien tuvo varios hijos entre los que se repartió sus propiedades:
- Martín de Lanuza y Garabito, al que le correspondió el señorío de Plasencia de Jalón en lo que sería el origen del Condado de Plasencia y padre de Juan de Lanuza y Torrellas, 47.º Justicia de Aragón.
- Ferrer de Lanuza y Garabito, que fue señor de Azaila y de Coscolluela, casado con María de Luna, hija de Juan de Luna y Angelina Coscón, señores de Villafeliche.[3]
- Juan de Lanuza y Garabito, que heredó Escuer, Arguisal  y Isún de Basa. Además, le sucedió en el título de "Justicia de Aragón".
- Dianira, que casó con Pedro de Luna, señor de Illueca.[3]